# Bolaang Mongondow Utara (Regierungsbezirk)
Bolaang Mongondow Utara (Nord Bolaang Mongondow, abgekürzt: Bolut) ist ein Regierungsbezirk (Kabupaten) auf der indonesischen Insel Sulawesi. Der Bezirk ist Teil der Provinz Sulawesi Utara (Nordsulawesi) und liegt im Westen dieser.

## Geographie
Der Bezirk beansprucht den 3. Rang (nach Bolang Mongondow und Bolang Mongondow Selatan) innerhalb der Provinz Sulawesi Utara bei einem Flächenanteil von 11,34 Prozent.

### Lage und Ausdehnung
Bolaang Mongondow Utara grenzt im Westen an den Bezirk Gorontalo Utara, im Südwesten an den Regierungsbezirk Bone Bolango (beide Provinz Gorontalo) im Süden (Südosten) an den Bezirk Bolaang Mongondow Selatan und im Osten an den Bezirk Bolaang Mongondow. Die knapp 100 Kilometer lange Küstenlinie der Celebessee stellt im Norden eine natürliche Grenze dar.

### Grenzpunkte
Der Bezirk erstreckt sich nördlich des Äquators und besitzt folgende äußere Grenzpunkte:
| Richtung | Kode            | Desa   | Kecamatan | Koordinaten          |
| -------- | --------------- | ------ | --------- | -------------------- |
| N        | 71.08.06        | ? a    | ? a       | 001°02′48,68″&n. Br. |
| O        | 71.08.02.201200 | Kopi   | Bintauna  | 123°44′29,53″ ö. L.  |
| S        | 71.08.02.2002   | Huntuk | Bintauna  | 000°33′40,97″ n. Br. |
| W        | 71.08.06        | ? a    | ? a       | 123°06′17,32″ ö. L.  |

## Verwaltungsgliederung
Der Kabupaten Bolaang Mongondow Utara gliedert sich in sechs Distrikte (Kecamatan), die seit der Bildung des Bezirks 2007 unverändert bestehen. Sie untergliedern sich in 107 Dörfer (Desa), von denen eins (Bintauna) als Kelurahan städtischen Charakter besitzt.
| Code 1   | Kecamatan Distrikt           | Ibu Kota Verwaltungssitz     | Fläche (km²) | Einwohner Census 2010 2 | Volkszählung 2020 | Volkszählung 2020 | Volkszählung 2020 | Anzahl der Dörfer (Desa) | Anzahl der Dörfer (Desa) |
| Code 1   | Kecamatan Distrikt           | Ibu Kota Verwaltungssitz     | Fläche (km²) | Einwohner Census 2010 2 | Einwohner 3       | 0Dichte 40        | Sex Ratio 5       | Anzahl der Dörfer (Desa) | Anzahl der Dörfer (Desa) |
| -------- | ---------------------------- | ---------------------------- | ------------ | ----------------------- | ----------------- | ----------------- | ----------------- | ------------------------ | ------------------------ |
| 71.08.01 | Sangkub                      | Sangkub 1                    | 567,85       | 8.906                   | 10.829            | 19,1              | 108,89            | 16                       |                          |
| 71.08.02 | Bintauna                     | Bintauna                     | 384,94       | 11.253                  | 14.858            | 38,6              | 106,39            | 15 / 1                   |                          |
| 71.08.03 | Bolangitang Timur00          | Bohabak 1                    | 445,64       | 12.859                  | 15.027            | 33,7              | 106,44            | 20                       |                          |
| 71.08.04 | Bolangitang Barat            | Bolangitang                  | 293,75       | 14.042                  | 16.038            | 54,6              | 106,01            | 18                       |                          |
| 71.08.05 | Kaidipang                    | Boroko                       | 85,09        | 12.334                  | 14.714            | 172,9             | 104,08            | 15                       |                          |
| 71.08.06 | Pinogaluman                  | Buko                         | 115,59       | 9.898                   | 11.646            | 100,8             | 105,18            | 22                       |                          |
| 71.08    | Kab. Bolaang Mongondow Utara | Kab. Bolaang Mongondow Utara | 1.856,86     | 70.693                  | 83.112            | 44,8              | 106,06            | 107                      |                          |

## Geschichte

### Verwaltungsgeschichte
Der Kabupaten Bolaang Mongondow Utara ging im Jahr 2007 durch Abspaltung des nordöstlichen Teils vom Kabupaten Bolaang Mongondow hervor. Dieser gehörte zu den „Gründungsbezirken“. Folgende Distrikte trugen zur Bildung des neuen Regierungsbezirks bei:
- Sangkub (71.01.21)
- Bintauna (71.01.04)
- Bolang Itang Timur (71.01.24)
- Bolang Itang Barat (71.01.03)
- Kaidipang (71.01.02)
- Pinogaluman (71.01.01)

Die Zahlen in Klammern geben den alten Gebietscode an, der noch bei der Zugehörigkeit zum Kab. Bolaang Mongondow galt. Die Reihenfolge entstammt dem referenzierten Gesetz Nr. 10 des Jahres 2007.

## Demographie

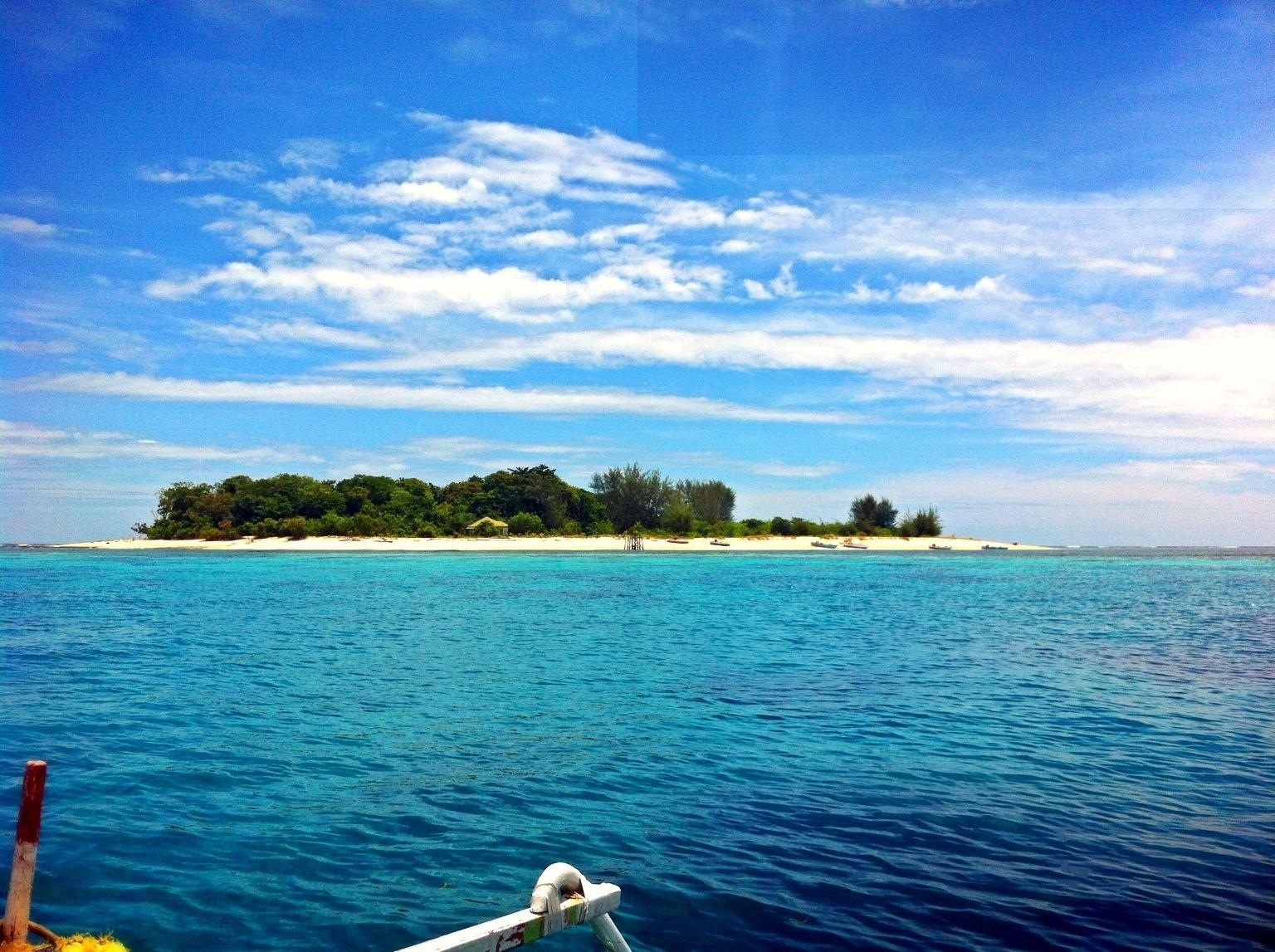
Blick zur Insel Bongkil

Der Regierungsbezirk rangiert auf Platz 13 mit einem Bevölkerungsanteil von 3,33 Prozent. Nur die Bezirke Bolang Mongondow Selatan und Kepulauan Siau Tagulandang Biaro haben weniger Einwohner. Mit der Bevölkerungsdichte von 53,5 Einwohner pro km² wird der 14. Platz (vor Bolang Mongondow Selatan) erreicht. Der Provinzdurchschnitt beträgt 182,4.(Angaben von Ende 2024).

### Soziale Daten 2020
| Merkmal                                                             | Kab. Bolut | 0Prov. Sulawesi Utara0 |
| ------------------------------------------------------------------- | ---------- | ---------------------- |
| Bevölkerung unterhalb der Armutsgrenze (Tsd.)00                     | 6,820      | 192,370                |
| Anteil der „armen Bevölkerung“ (indonesisch Penduduk miskin) (%)000 | 8,410      | 7,620                  |
| Arbeitslosenrate (%)                                                | 5,480      | 7,370                  |
| Lebenserwartung bei der Geburt (Jahre)                              | 67,660     | 71,690                 |
| HDI-Index                                                           | 66,990     | 72,930                 |
| Analphabetenrate (in %, 15+ J.)                                     | 0,970      | 0,210                  |
| Anteil der Altersgruppen                                            | 0Real0     | 0Prozentual0           |
| Kinder (<15 J.)                                                     | 22.2830    | 26,810                 |
| arbeitsfähige Bevölkerung (15–64 J.)                                | 55.8140    | 67,160                 |
| Rentner und Pensionäre (>65 J.)                                     | 5.0150     | 6,030                  |

### Religion und Bevölkerungsverteilung
Von der Bevölkerung am Jahresende 2024 waren 45,13 (29,02) % ledig; 49,19 (63,64) % verheiratet; 1,37 (1,77) % geschieden und 4,31(5,58) % verwitwet. Die kursiven Zahlen in Klammern geben den Anteil der über 15-jährigen an (19.976, das entspricht 22,70 % der Bevölkerung). 5.963 Personen waren 65 Jahre und älter, das sind 6,78 Prozent des Kabupaten.
| Religion       | 2020      | 2020     | 2020    | 2024 Anteil |
| Religion       | Anzahl    | Anteil % | Gebäude | 2024 Anteil |
| -------------- | --------- | -------- | ------- | ----------- |
| Islam          | 71.0500   | 88,920   | 117 9)  | 88,64       |
| Christen insg. | 8.844 10) | 11,070   | 780     | 11,33       |
| Davon:         |           |          |         |             |
| Protestanten   | 8.7840    | ~ 990    | 770     | 99,09       |
| Katholiken     | 600       | ~ 10     | 10      | 0,91        |
|                |           |          |         |             |
| Hindus         | 100       | 0,010    | –0      | 0,01        |

| Jahr | Gesamt- Bevölkerung | Männer | %     | Frauen | %     | Sex Ratio 5) |
| 2016 | 66.409              | 34.522 | 51,98 | 31.887 | 48,02 | 108,26       |
| 2017 | 68.546              | 35.664 | 52,03 | 32.882 | 47,97 | 108,46       |
| 2018 | 70.901              | 36.900 | 52,04 | 34.001 | 47,96 | 108,53       |
| 2019 | 71.533              | 37.218 | 52,03 | 34.315 | 47,97 | 108,46       |
| 2020 | 71.921              | 37.415 | 52,02 | 34.506 | 47,98 | 108,43       |
| 2021 | 72.147              | 37.473 | 51,94 | 34.674 | 48,06 | 108,07       |
| 2022 | 72.660              | 37.682 | 51,86 | 34.978 | 48,14 | 107,73       |
| 2023 | 74.272              | 38.464 | 51,79 | 35.808 | 48,21 | 107,42       |
| 2024 | 75.374              | 38.991 | 51,73 | 36.383 | 48,27 | 107,17       |

Obige Tabelle gibt die durch die Zivilstandsbüros (Disdukcapil, indonesisch Dinas Kependudukan dan Pencatatan Sipil) veröffentlichten Fortschreibungsergebnisse zum Jahresende wieder.

### Aktuelle Daten der Bevölkerungsfortschreibung
Nachfolgende Tabelle gibt den Einwohnerstand nach Geschlecht zu den letzten beiden Volkszählungen (2010, 2020) sowie für die Jahresenden 2023 bis 2024 wieder. Letzterer resultiert aus den Ergebnissen der Fortschreibung durch die örtlichen Zivilstandsbüros (Disdukcapil, indonesisch Dinas Kependudukan dan Pencatatan Sipil). Der aktuelle Einwohnerstand kann jederzeit in einer interaktiven Karte abgerufen werden.

| Kecamatan            | 2010   | 2010   | 2010   | 2020   | 2020   | 2020   | Fortschreibung am Jahresende | Fortschreibung am Jahresende | Fortschreibung am Jahresende | Fortschreibung am Jahresende | Fläche 2024 | kalkulierte Werte 2024 | kalkulierte Werte 2024 |
| Kecamatan            | Insg.  | männl. | weibl. | Insg.  | männl. | weibl. | 2023                         | 2024                         | 2024                         | 2024                         | Fläche 2024 | Dichte (Einw. je km²)  | Sex Ratio              |
| -------------------- | ------ | ------ | ------ | ------ | ------ | ------ | ---------------------------- | ---------------------------- | ---------------------------- | ---------------------------- | ----------- | ---------------------- | ---------------------- |
| Sangkub              | 8.936  | 4.602  | 4.334  | 10.829 | 5.645  | 5.184  | 11.086                       | 11.106                       | 5.708                        | 5.398                        | 87,71       | 126,62                 | 105,74                 |
| Bintauna             | 12.671 | 6.456  | 6.215  | 14.858 | 7.659  | 7.199  | 15.114                       | 15.234                       | 7.822                        | 7.412                        | 648,15      | 23,50                  | 105,53                 |
| Bolang Itang Timur00 | 12.898 | 6.562  | 6.336  | 15.027 | 7.748  | 7.279  | 15.267                       | 16.244                       | 8.393                        | 7.851                        | 424,00      | 38,31                  | 106,90                 |
| Bolang Itang Barat   | 14.088 | 7.220  | 6.868  | 16.038 | 8.253  | 7.785  | 16.222                       | 16.921                       | 8.733                        | 8.188                        | 313,32      | 54,01                  | 106,66                 |
| Kaidipang            | 12.387 | 6.285  | 6.102  | 14.714 | 7.504  | 7.210  | 15.005                       | 15.910                       | 8.136                        | 7.774                        | 96,38       | 165,07                 | 104,66                 |
| Pinogaluman          | 9.922  | 5.076  | 4.846  | 11.646 | 5.970  | 5.676  | 11.849                       | 12.587                       | 6.383                        | 6.204                        | 74,80       | 168,28                 | 102,89                 |
| Kab. Bolut           | 70.902 | 36.201 | 34.701 | 83.112 | 42.779 | 40.333 | 84.543                       | 88.002                       | 45.175                       | 42.827                       | 1.644,36    | 53,52                  | 105,48                 |